# The Pelican Brief
The Pelican Brief is een Amerikaanse thriller uit 1993 onder regie van Alan J. Pakula. Het scenario is gebaseerd op de gelijknamige roman uit 1992 van de Amerikaanse auteur John Grisham.

## Verhaal
Twee rechters van het Amerikaanse hooggerechtshof worden vermoord. De jonge rechtenstudente Darby Shaw wil de waarheid achterhalen. Ze stelt een juridisch dossier samen, dat ze via een vriend doorspeelt aan een jurist van de FBI. De journalist Gray Grantham heeft zich ook toegelegd op de zaak.

## Rolverdeling
| Acteur                  | Personage                 |
| ----------------------- | ------------------------- |
| Julia Roberts           | Darby Shaw                |
| Denzel Washington       | Gray Grantham             |
| Sam Shepard             | Thomas Callahan           |
| John Heard              | Gavin Verheek             |
| Tony Goldwyn            | Fletcher Coal             |
| James Sikking           | Denton Voyles             |
| William Atherton        | Bob Gminski               |
| Robert Culp             | President                 |
| Stanley Tucci           | Khamel                    |
| Hume Cronyn             | Rechter Rosenberg         |
| John Lithgow            | Smith Keen                |
| Anthony Heald           | Marty Velmano             |
| Nicholas Woodeson       | Stump                     |
| Stanley Anderson        | Edwin Sneller             |
| John Finn               | Matthew Barr              |
| Cynthia Nixon           | Alice Stark               |
| Jake Weber              | Charles Morgan / Garcia   |
| Casey Biggs             | Eric East                 |
| Christopher Murray      | Rupert                    |
| Sonny Jim Gaines        | Sarge                     |
| Kevin Geer              | Lewis                     |
| Joe Chrest              | Zanger in de bar          |
| Richard Bauer           | Hoofdredacteur            |
| Michelle O'Neill        | Sara Ann Morgan           |
| Peter Carlin            | Edwin Linnay              |
| Ralph Cosham            | Rechter Jensen            |
| Terrence Currier        | Verpleger van Rosenberg   |
| Edwin Newman            | Zichzelf                  |
| Helen Carey             | Federale ambtenaar        |
| Howard Shalwitz         | Journalist                |
| Kyle Prue               | Verslaggever              |
| Jewell Robinson         | Redacteur                 |
| Kim Peter Kovac         | Redacteur                 |
| Norman Aronovic         | Redacteur                 |
| Carl Palmer             | Politieagent              |
| Carol Sutton            | Politieagente             |
| Scott Michael Jefferson | Olsen                     |
| Danny Kamin             | Hooten                    |
| Mark McLaughlin         | CIA-agent                 |
| Robert Pavlovich        | CIA-agent                 |
| Magee Hickey            | Zichzelf                  |
| Constance Yelverton     | Receptioniste             |
| Kim Kettle              | Vrouw van Gavin Verheek   |
| Ellie K. Wang           | Verslaggeefster           |
| Franchelle Stewart Dorn | Universiteitsmedewerker   |
| Karen Bralove           | Universiteitsmedewerker   |
| Teagle F. Bougere       | Student                   |
| Carey Varner            | Studente                  |
| Sandra Quarterman       | Laura Kass                |
| Cynthia Hood            | Receptioniste             |
| Alan Wade               | Administrateur            |
| Harold Surratt          | Veiligheidsagent          |
| Paul Morella            | Advocaat                  |
| Ed Johnson              | Veiligheidsagent          |
| Jurian Hughes           | Receptioniste             |
| Dick Stilwell           | Veiligheidsagent          |
| Tom Quinn               | Vader van Sara Ann Morgan |
| Beverly Brigham         | Kasbediende               |
| Eliza Coleman           | Achtervolger              |
| Doug Coleman            | Achtervolger              |
| Michael Port            | Student                   |
| Shanna Connell          | Studente                  |
| Gene Babb               | Verslaggever              |
| Kyle Duvall             | Verslaggever              |
| Karl Warren             | Verslaggever              |
| Carrie Boren            | Verslaggeefster           |
| James Earl Reed         | Verslaggever              |